# Mario Lanza
Mario Lanza (31. siječnja 1921. – 7. listopada 1959.) bio je američki pjevač i glumac s kraja 1940-ih i 1950-ih. Rođen je kao Alfred Arnold Cocozza u Philadelphia, u obitelji talijanskih emigranata, a u dobi od 15 godina je počeo školovati se za profesionalnog pjevača. 
U ranoj mladosti nastupao je u lokalnim opernim produkcijama u Philadelphiji, a 1942. g. dobio je stipendiju za Berkshire Music Center u Tanglewoodu, država Massachusetts. Tijekom nastupa u Hollywood Bowlu u kolovozu 1947.g. Lanzu su zamijetili filmski producenti, te je potpisao sedmogodišnji ugovor sa studiom Metro-Goldwyn-Mayer, što je bio početak njegove filmske karijere i slave. Zanimljivo je, da se na opernu pozornicu nikad nije probio, nastupivši svega dva puta u Puccinijevoj operi Madama Butterfly. Ostavivši iza sebe brojne radijske nastupe, snimke i filmske nastupe, Mario Lanza preminuo je u dobi od 38 godina, kao jedan od najslavnijih tenora na svijetu.

## Vanjske poveznice
- LZMK / Proleksis enciklopedija: Lanza, Mario
- Lanza, Mario Hrvatska enciklopedija. LZMK
- Lanza Legend.com – službene stranice (engl.)
- Jeff Rense: Mario Lanza (engl.)